# Infanticida (lidé)
Infanticida nebo infanticidium (též dětská homicida) je záměrné usmrcení dítěte. Někdy se rozlišuje neonaticida – vraždění novorozenců do 24 hodin od porodu, které se nejčastěji děje ze strany matky, a filicida – zabití staršího dítěte, které je pravděpodobnější ze strany otce.
V mnoha zaniklých civilizacích byla považována určitá forma infanticidy za povolenou. V některých oblastech přetrvává, zvlášť infanticida nově narozených děvčat. Jde o takzvanou pohlavně selektivní infanticidu.
Mezi tradiční společenství, která umožňují infanticidu, patří například indiáni Guayakíové, Kungové, u nichž se infanticida nepovažuje za vraždu, neboť život podle nich začíná pojmenováním dítěte a jeho přijetím celou vesnicí.

## Důvody
V tradičních společnostech k infanticidě dochází z několika důvodů:
- dítě se narodí slabé či znetvořené,
- panuje nedostatek potravy,
- krátké časové rozpětí mezi porody (žena tak nemá dostatek mateřského mléka pro obě děti; při stěhování tábora neunese více dětí),
- narození dvojčat,
- nepřítomnost otce,
- narození dítěte ženského pohlaví (ve společnostech, které upřednostňují muže).

## Způsoby
- Zabití (uškrcení, podchlazení, pohřbení zaživa).
- Zanedbání péče (též záměrné nicnedělání, dítě není aktivně zabito, avšak zemře v důsledku zanedbání – nedostatečné kojení či špatná hygiena).[1]

## Historie
Infanticida ve smyslu přinášení lidských obětí bohům byla běžnou praxí u blízkovýchodních národů známých ze starohebrejských historických spisů. Staří Syřané, Féničané nebo Kartaginci děti obětovali bohům jako zápalnou oběť na ohňových oltářích zvaných tofet. Podobné praktiky znali v omezené míře též Izraelité (jediný příklad je příběh o Abrahámovi a Izákovi, který se prokázal být jako do krajnosti provedená zkouška) ale nikdy nebyla (v Izraelském náboženství) tolerována, naopak byla vždy odsuzována jako něco navýsost špatného. Ve starověkém Řecku bylo zabíjení dětí běžnou praxí, ačkoliv lidské oběti tu považovaly za nepřijatelné. Zpravidla se tak dělo na pokyn otce. Ve Spartě o smrti dítěte rozhodovala rada starších. Šlo především o ponechání neduživých nebo slabých dětí bez pomoci na opuštěném místě. Věřilo se, že při tomto způsobu nejde o vraždu, ačkoliv šance na přežití byla minimální. Tento postup však ponechával možnost na zásah bohů. Našel své místo v legendách o Médee, Oidipovi nebo Paridovi, kvůli kterému se vedla trojská válka. Starověký Řím přebral zvyklosti v souvislosti s infanticidou od Řecka. Zabíjení dětí bylo legislativně zakázané až zákonem z roku 374.
Ve starověké Indii i Číně někdy chudí lidé zabíjeli přebytečné dcery, protože v těchto kulturách jsou preferováni mužští potomci. Ve venkovských oblastech těchto zemí přežily podobné praktiky až do 20. století. V Indii bylo známo i obětování dětí např. u pralesních kmenů Oraónců a Mundů.
Děti ve značné míře obětovali bohům také příslušníci starých amerických civilizací, zvláště Aztékové, kteří je obětovali bohu deště Tlalokovi. V menší míře obětovali děti Inkové a jejich předchůdci Močikové a Čimúové, jednalo se hlavně o děti z urozených rodin, které byly omámeny drogami a pohřbeny zaživa. V Severní Americe obětovali děti pouze Načezové, a to při pohřbech.
V Africe a na Papui Nové Guineji bylo zvykem odkládat znetvořené a neduživé děti.

## Křesťanství
Křesťanství infanticidu od počátku odmítalo. Z císařů ji jako první odsoudil Konstantin I. Veliký roku 318. Zákon na její zákaz vydali ve svém společném dekretu ze 7. února 374 císařové Valentinianus I., Valens a Gratianus. Koncil v Toledu v roce 589 odsoudil infanticidu ve Španělsku, kde byla ještě stále přetrvávající praxí, a koncil v Konstantinopoli roku 1094 infanticidu položil na úroveň homicidy (prohlásil, že zabití dítěte je stejně závažné jako zabití dospělého člověka).
Ve středověku se ponechání dítěte napospas osudu dařilo bránit především klášterům díky zavedené praxi, že nechtěné děti se nechávaly při dveřích kostela nebo kláštera. Kněží, mniši nebo jeptišky se o takové nalezence starali až do jejich dospělosti. Tato praxe dala později zrod prvním sirotčincům či dětským domovům.

## Současnost
V současné společnosti je infanticida prakticky neznámý pojem, snad s výjimkou oblastí, kde se děti rodí do extrémní chudoby nebo musí čelit kulturně-legislativním překážkám (Čína, Severní Korea). Vedou se diskuse, zda i feticida neboli usmrcení dítěte v lůně matky má být považována za druh infanticidy. Někteří autoři obhajují možnost legalizace rané infanticidy jako východiska z určitých situací i v případě, že dítě není nijak závažně postižené.